# Fritz Hansen (officer)
 Der er flere personer med dette navn, se Fritz Hansen.
Fritz Edvard Hansen (30. januar 1855 i København – 11. november 1921 i Haderslev) var en dansk oberstløjtnant og direktør for Forsikrings-Aktieselskabet Norden.
Han blev sekondløjtnant 1874, premierløjtnant i artilleriet 1881, kaptajn 1892 og tog afsked som oberstløjtnant 1907.
Han var formand for Danmarks Idræts-Forbund fra 1901-1909 og medstifter af samt formand for Danmarks Olympiske Komité fra 1906-1920. Han var desuden formand for Dansk Cyklist Forbund til 1909 samt Danmarks medlem af Den Internationale Olympiske Komité fra 1912-1921. Han var Ridder af Dannebrog og Dannebrogsmand.
I Fritz Hansens formandstid blev daværende Prins Christian protektor for DIF, hvilket var med til at hæve forbundets anseelse.
Han var gift med Dorthea f. Berg. f. 9. juli på Jerlevgård ved Vejle.